# Sovrani di Schleswig-Holstein
La lista che segue indica i regnanti, solitamente duchi, che governarono i ducati di Schleswig e Holstein, partendo dal primo conte di Holstein che ricevette anche lo Schleswig, sino a quando le province vennero annesse al Regno di Prussia, proseguendo poi coi duchi titolari, membri della casata reale di Danimarca.

## Dinastia di Schauenburg
Nel corso della storia la Contea di Holstein venne suddivisa diverse volte tra i figli di ciascun duca. Nel 1386 il re Olav II di Danimarca e sua madre-reggente, la regina Margherita I, infeudarono a Nyborg Gerardo VI, conte di Holstein-Rendsburg il ducato di Schleswig. Egli divenne quindi noto come Gerardo II di Schleswig. Sino al 1390 la linea dei Rendsburg unì la propria alleanza ad eccezione dell'Holstein-Pinneberg. Esso rimase un territorio separato nell'Holstein sino all'estinzione della linea nel 1640, quando l'Holstein-Pinneberg venne incorporato nel ducato di Holstein. Successivamente, i due ducati vennero riuniti a formare l'attuale Stato di Schleswig-Holstein, annettendo anche ulteriori territori come Ditmarsh, conquistata e annessa nel 1559, il ducato di Sassonia-Lauenburg unito nel 1876, l'Helgoland (sotto governo britannico dal 1807 al 1891), la Città libera di Lubecca, la Regione di Lubecca, assieme ad altre exclavi di Amburgo nel 1937. 
| Ritratto | Regno        | Nome |
| -------- | ------------ | --- |
|          | 1332–1340    | Gerardo III, conte di Holstein-Rendsburg, come Gerardo I anche come duca di Jutland                                                                    |
|          | 1375–1384    | Henrik Jern e Klaus (coreggenza) |
|          | 1384–1386    | Nicola di Holstein-Rendsburg (o Klaus), |
|          | 1386–1404    | Gerardo VI di Holstein-Rendsburg, col nome di Gerardo II anche Duca di Sønderjylland, feudo danese poi chiamato Schleswig dal nome della sua capitale. |
|          | 1404–1427    | Enrico IV |
|          | 1427/40-1459 | Adolfo VIII di Holstein noto come duca Adolfo I di Schleswig                                                                                           |

## Casa di Oldenburg regnante nello Schleswig, e regnante nell'Holstein a fianco della casata di Schauenburg
Cristiano I ereditò il ducato di Schleswig, feudo danese, e la contea di Holstein-Rendsburg, un sottofeudo del ducato di Sassonia-Lauenburg compreso nel Sacro Romano Impero, a seguito della morte dello zio materno Adolfo I (e VIII come conte di Holstein-Rendsburg). Nel 1474 il sovrano del ducato di Sassonia-Lauenburg, l'imperatore Federico III elevò Cristiano dal titolo di conte di Holstein a quello di Duca di Holstein, rendendolo quindi immediato vassallo imperiale (vedi mediatizzazione). Il piccolo stato di Holstein-Pinneberg rimase indipendente col titolo di contea sino all'estinzione della casata.
| Joint rule in the Duchy of Schleswig and the County of Holstein-Rendsburg (= Duchy of Holstein as of 1474). |           |                                                                               |
| Ritratto | Regno     | Nome                                                                          |
| | 1460–1481 | Cristiano I, elevato a Duca di Holstein dall'imperatore Federico III nel 1474 |
| | 1481–1513 | Giovanni I (Hans), con Federico I dal 1482                                    |
| | 1513–1523 | Cristiano II, deposto, morì nel 1559; con Federico I                          |
| | 1490–1533 | Federico I, come amministratore 1482–1490, poi come coreggente                |
| | 1523–1544 | Cristiano III, col padre sino al 1533                                         |

| Coreggenza nelle contee di Holstein-Pinneberg e di Schaumburg. |            |             |
| Immagine                                                       | Regno      | Nome        |
|                                                                | 1426–1464  | Ottone II   |
|                                                                | 1464–1474  | Adolfo X    |
|                                                                | 1474–1492  | Eric        |
|                                                                | 1492–1510  | Ottone III  |
|                                                                | 1510–1526  | Antonio     |
|                                                                | 1492–1510  | Giovanni IV |
|                                                                | 1527–1531  | Jobst I     |
|                                                                | 1531– 1560 | Giovanni V  |

## Case di Oldenburg, Gottorp, Haderslev e Schaumberg che governarono nell'Holstein e nello Schleswig
La casa di Schauenburg (Schaumburg) continuò la sua reggenza solo nella contea di Holstein-Pinneberg. Indipendentemente dalla contea, Cristiano III resse i ducati di Holstein e Schleswig anche in nome dei suoi fratellastri ancora in minore età Giovanni II il Vecchio e Adolfo tra il 1533 ed il 1544. Nel 1544 essi divisero i ducati di Holstein (feudo del Sacro Romano Impero) e di Schleswig (feudo danese) in maniera inusuale, ovvero a seguito dei negoziati tra i fratelli e le regole dello stato medievale dei ducati, che si opponeva difatti alla partizione fattuale. Determinarono quindi che il fratello minore Federico intraprendesse la carriera ecclesiastica come amministratore luterano di uno stato ecclesiastico del Sacro Romano Impero.
Pertanto i ducati vennero divisi in tre parti uguali e assegnati a ciascuno dei fratelli, con l'obbligo anche di suddividere la riscossione delle tasse delle gabelle in maniera equa tra i tre. Tecnicamente, dunque, si rese impossibile separare i due ducati di Schleswig e Holstein. Questo governo portò ad un codominio delle parti sui medesimi territori ed una suddivisione di fatto solo a livello di entrate, in quanto tutti i regnanti delle casate avevano il titolo formale di "Duca di Schleswig, Holstein, Dithmarschen e Stormarn". 
Il nome dinastico di Holstein-Gottorp nacque in questo periodo come derivato dal nome tecnico di Duca di Schleswig e Holstein a Gottorp. Adolfo, terzo figlio del duca e re Federico I e fratellastro secondogenito del re Cristiano III, fondò il ramo degli Holstein-Gottorp come ramo cadetto della famiglia reale danese degli Oldenburg. Fu da questo periodo che la casata regnante danese e quella degli Holstein-Gottorp iniziarono a governare entrambi i ducati in codominio, ma riscuotendo sempre tasse in forma separata. Giovanni II il Vecchio viene convenzionalmente definito Duca di Schleswig-Holstein-Haderslev in quanto non ebbe figli e la sua casata si estinse. 
Il figlio del sopramenzionato Cristiano III, Giovanni il Giovane ottenne per sé e per i propri eredi di ottenere parte delle rendite dei due ducati nel 1564, ossia un terzo della parte reale di cui un nono della tassazione dell'Holstein ed un nono di quelle dello Schleswig dal punto di vista fiscale. Giovanni il Giovane ed i suoi eredi, ad ogni modo, non avevano potere nel codominio ed erano solo "titolari". 
Alla morte di Giovanni II il Vecchio nel 1580, la sua parte venne divisa tra Adolfo e Federico II, che andarono ad incrementare la parte reale di un sesto dell'Holstein ed un sesto dello Schleswig. Per effetto della complicata divisione fiscale dei due ducati separati, Holstein e Schleswig, difatti divennero sempre più indipendenti dal Sacro Romano Impero e dal Regno di Danimarca, distinguendosi come entità ereditarie personali. 
| Governo di codominio nei ducati di Holstein e Schleswig. |            |                                                        |
| Ritratto                                                 | Regno      | Nome                                                   |
|                                                          | 1523– 1559 | Cristiano III – coi suoi fratelli Adolfo e Giovanni II |
|                                                          | 1559– 1588 | Federico II                                            |

| Governo di codominio nei ducati di Holstein e Schleswig.         |            |                                                           |
| Ritratto                                                         | Regno      | Nome                                                      |
|                                                                  | 1544– 1580 | Giovanni II il Vecchio – coi fratelli Adolfo e Cristiano. |
| Nel 1580 Federico II e Adolfo si divisero l'eredità di Giovanni. |            |                                                           |

| Governo di codominio nei ducati di Holstein e Schleswig. |            |                                               |
| Ritratto                                                 | Regno      | Nome                                          |
|                                                          | 1544– 1586 | Adolfo – coi fratelli Giovanni II e Cristiano |

| Coreggenza nelle contee di Holstein-Pinneberg e di Schaumburg. |            |                                                  |
| Immagine                                                       | Regno      | Nome                                             |
|                                                                | 1531– 1560 | Giovanni V – con Ottone IV dal 1544              |
|                                                                | 1544– 1576 | Ottone IV – sino al 1560 col fratello Giovanni V |
|                                                                | 1576– 1601 | Adolfo XI                                        |

| Governo codominiale dei ducati di Holstein e di Schleswig. |           | |
| Ritratto                                                   | Regno     | Nome                                                                                               |
|                                                            | 1559–1588 | Federico II                                                                                        |
|                                                            | 1588–1648 | Cristiano IV – Acquistò l'Holstein-Pinneberg e lo unì alla sua parte ducale dell'Holstein nel 1640 |

| Governo codominiale dei ducati di Holstein e di Schleswig. |           |                 |
| Ritratto                                                   | Regno     | Nome            |
|                                                            | 1544–1586 | Adolfo          |
|                                                            | 1586–1587 | Federico II     |
|                                                            | 1587–1590 | Filippo         |
|                                                            | 1590–1616 | Giovanni Adolfo |
|                                                            | 1616–1659 | Federico III    |

| Codominio nelle contee di Holstein-Pinneberg e di Schaumburg. |           |                                                     |
| Ritratto | Regno     | Nome                                                |
| | 1576–1601 | Adolfo XI                                           |
| | 1601–1622 | Ernesto – elevato a principe di Schaumburg nel 1619 |
| | 1622–1635 | Giobbe Ermanno                                      |
| | 1635–1640 | Ottone V                                            |
| Con la morte di Ottone la linea principale degli Schauenburg si estinse e l'Holstein-Pinneberg venne acquistato da Cristiano IV ed unito alla parte reale del ducato di Holstein. |           |                                                     |

| Governo codominiale dei ducati di Holstein e di Schleswig.                 |           |              |
| Ritratto                                                                   | Regno     | Nome         |
|                                                                            | 1588–1648 | Cristiano IV |
|                                                                            | 1648–1670 | Federico III |
|                                                                            | 1670–1699 | Cristiano V  |
|                                                                            | 1699–1730 | Federico IV  |
| Nel 1713 Federico IV unì lo Schleswig/Sønderjylland intero nelle sue mani. |           |              |

| Governo codominiale dei ducati di Holstein e di Schleswig. |           |                   |
| Ritratto | Regno     | Nome              |
| | 1616–1659 | Federico III      |
| | 1659–1694 | Cristiano Alberto |
| | 1694–1702 | Federico IV       |
| | 1702–1713 | Carlo Federico    |
| Nel 1713 Federico IV, divenendo re di Danimarca oltre che duca dello Schleswig, depose Carlo Federico da coreggente del ducato di Schleswig e questi, ad ogni modo, rimase coreggente del ducato di Holstein come vassallo del Sacro Romano Impero. Federico IV di Danimarca e Norvegia continuò come solo duca di Schleswig. |           |                   |

## La casa di Oldenburg al governo diretto dello Schleswig e in coreggenza per l'Holstein con la casa di Gottorp
| Ritratto                                                                       | Regno     | Nome |
| ------------------------------------------------------------------------------ | --------- | --- |
|                                                                                | 1699–1730 | Federico IV (unì lo Schleswig sotto il potere della corona danese nel 1721. L'Holstein continuò ad essere governato come codominio.) |
|                                                                                | 1730–1746 | Cristiano VI |
|                                                                                | 1746–1766 | Federico V |
|                                                                                | 1766–1808 | Cristiano VII |
| Nel 1773 Cristiano VII unì nelle proprie mani sia l'Holstein che lo Schleswig. |           | |

| Ritratto | Regno     | Nome                                                           |
| --- | --------- | -------------------------------------------------------------- |
| | 1702–1739 | Carlo Federico (sino al 1713 anche coreggente dello Schleswig) |
| | 1739–1762 | Carlo Pietro Ulrico (poi zar Pietro III di Russia)             |
| | 1762–1773 | Paolo (poi zar Paolo I di Russia)                              |
| Nel 1773 Paolo rinunciò al proprio ruolo di coreggente per ottenere in cambio dalla danimarca la Contea di Oldenburg. |           |                                                                |

## Casa di Oldenburg (1773–1863)
| Ritratto | Regno     | Nome |
| -------- | --------- | --- |
|          | 1766–1808 | Cristiano VII come unico reggente di entrambi i ducati dal 1773                                          |
|          | 1808–1839 | Federico VI, nel 1815 acquisì il ducato di Sassonia-Lauenburg retto in unione personale                  |
|          | 1839–1848 | Cristiano VIII                                                                                           |
|          | 1848–1863 | Federico VII in rivalità con: Cristiano Augusto II di Schleswig-Holstein-Sonderburg-Augustenburg 1848–51 |

## Casa di Schleswig-Holstein-Sonderburg-Glücksburg (1863–1865)
| Ritratto | Regno        | Nome |
| --- | ------------ | --- |
| | 1863–1864/65 | Cristiano IX di Danimarca in rivalità con Federico VIII di Schleswig-Holstein nell'Holstein e nello Schleswig; il ducato di Sassonia-Lauenburgian passò a Guglielmo I di Prussia in unione personale dal 1865. Nel 1876 il ducato di Sassonia-Lauenburg venne unito alla provincia prussiana dello Schleswig-Holstein. |
| Nel 1864, a seguito della Seconda guerra dello Schleswig, i ducati di Holstein e di Schleswig vennero occupati dalla Confederazione tedesca e due anni più tardi, a seguito della Guerra austro-prussiana, divennero parte della Prussia come Provincia di Schleswig-Holstein. |              | |

## Duchi titolari
La Prussia, pur avendo annesso i due territori, riconobbe il ruolo di duca titolare al capo della Casata di Oldenburg:
- 1848–69 : Cristiano, duca di Augustenborg, rivale nel 1848, rinunciò in prima istanza nel 1851, ed in seconda istanza nel 1863
- 1863–80 : Federico VIII di Schleswig-Holstein
- 1880–1921 : Ernesto Gunther di Schleswig-Holstein
- 1921–31 : Alberto di Schleswig-Holstein
- 1931–34 : Federico Ferdinando di Schleswig-Holstein
- 1934–65 : Guglielmo Federico di Schleswig-Holstein
- 1965–80 : Pietro di Schleswig-Holstein
- 1980– : Cristoforo di Schleswig-Holstein (n. 1949)
- Erede: Federico Ferdinando, principe ereditario di Schleswig-Holstein (n. 1985)

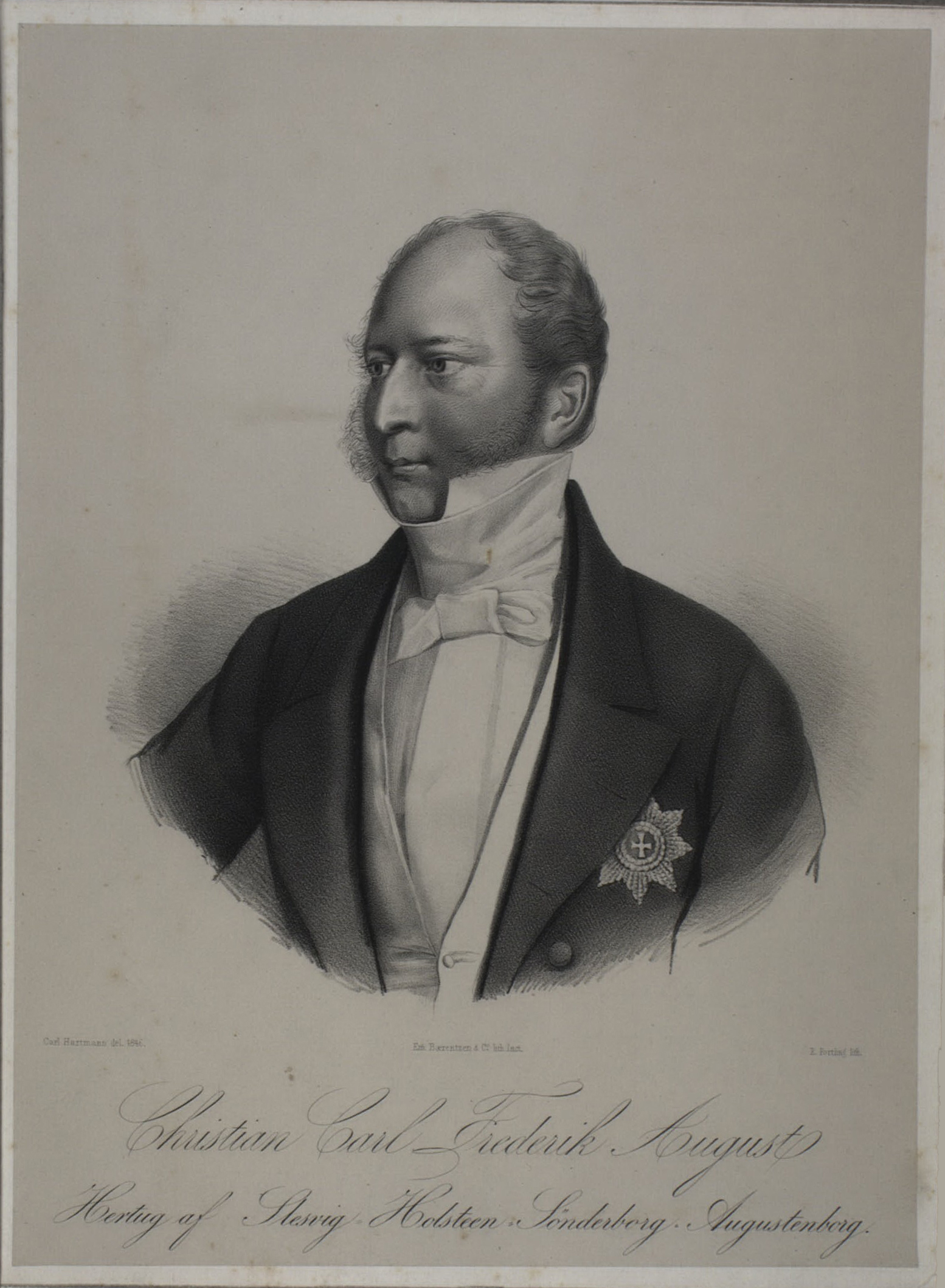
Cristiano IX(1848–1869)
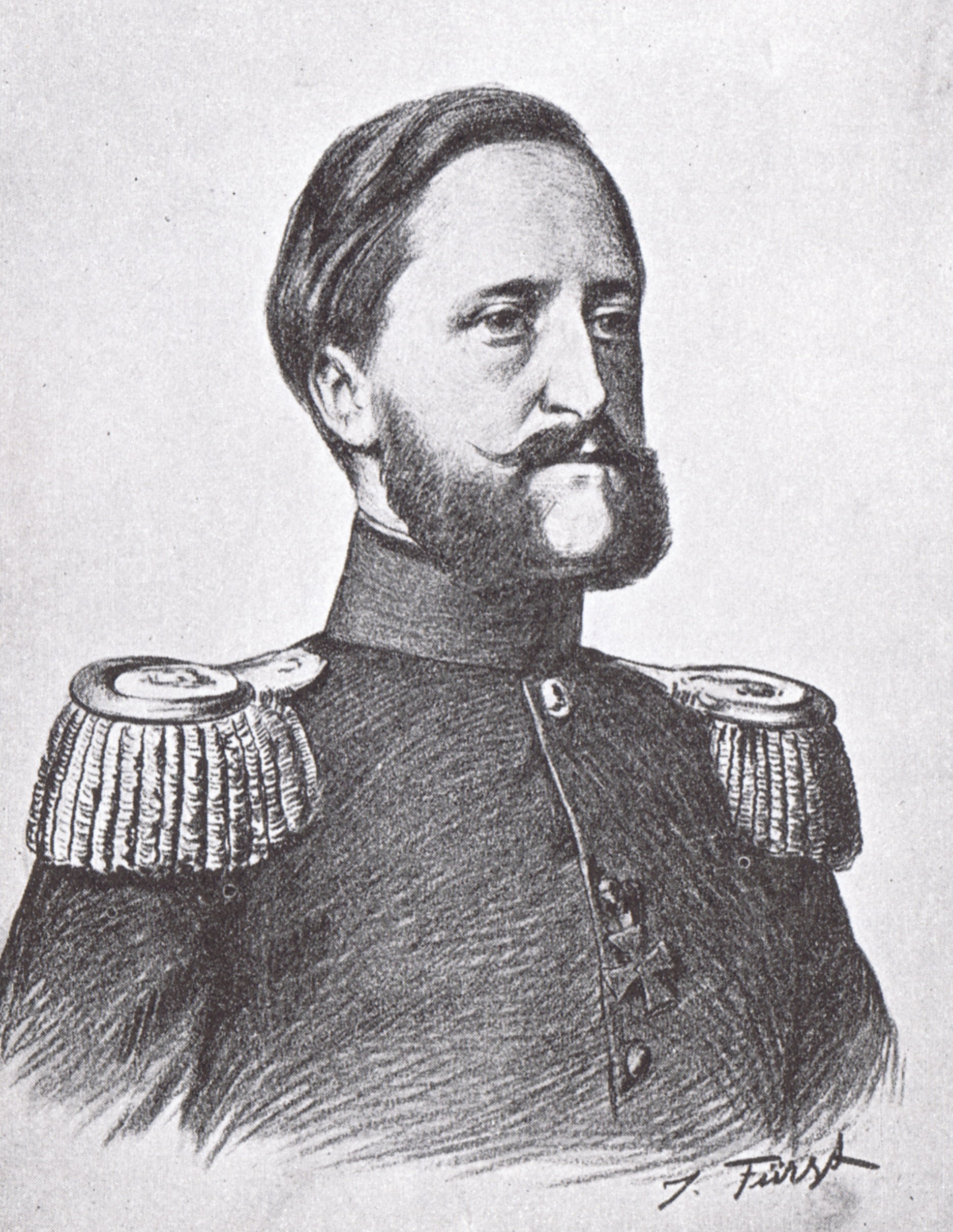
Federico VIII(1863–1880)
Ernesto Gunther(1880–1921)
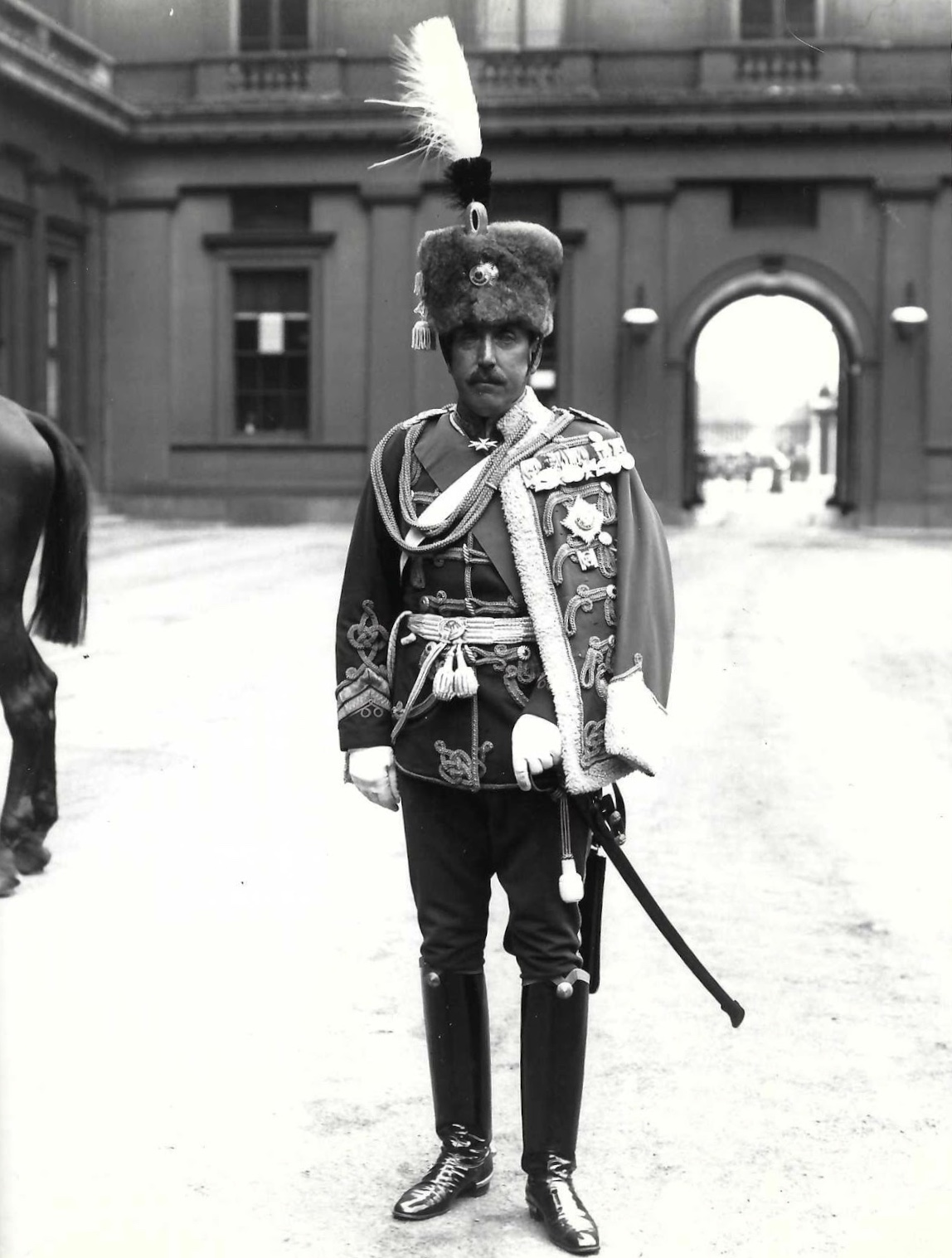
Alberto(1921–1931)
Federico Ferdinando(1931–1934)
Guglielmo Federico(1934–1965)
Pietro(1965–1980)
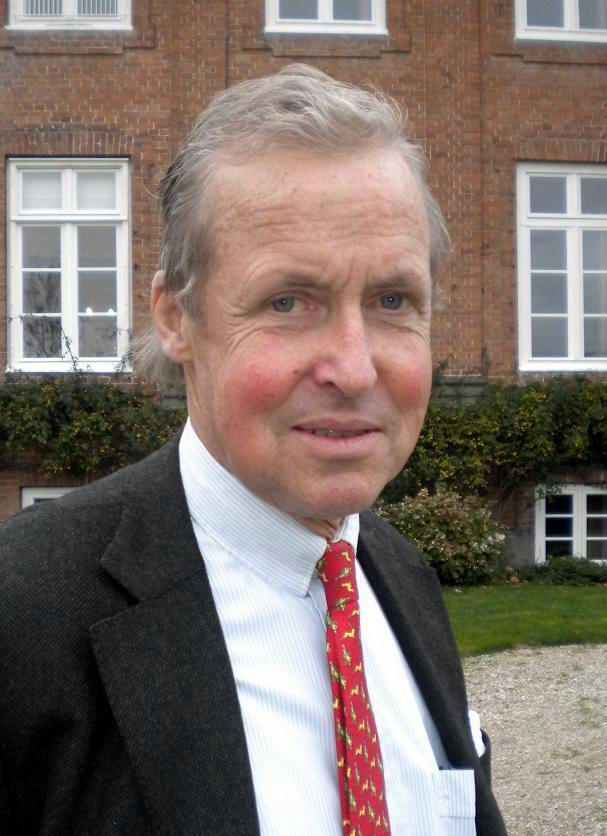
Cristoforo(1980 ad oggi)
Federico Ferdinando, principe ereditario Legittimo erede